# Isla Carmen
Isla Carmen är en ö i Mexiko. Den ligger på östra kusten av delstaten Baja California Sur, i den västra delen av landet, precis utanför staden Loreto. Ön tillhör också Loreto kommun och har en area på 142 kvadratkilometer.

## Galleri

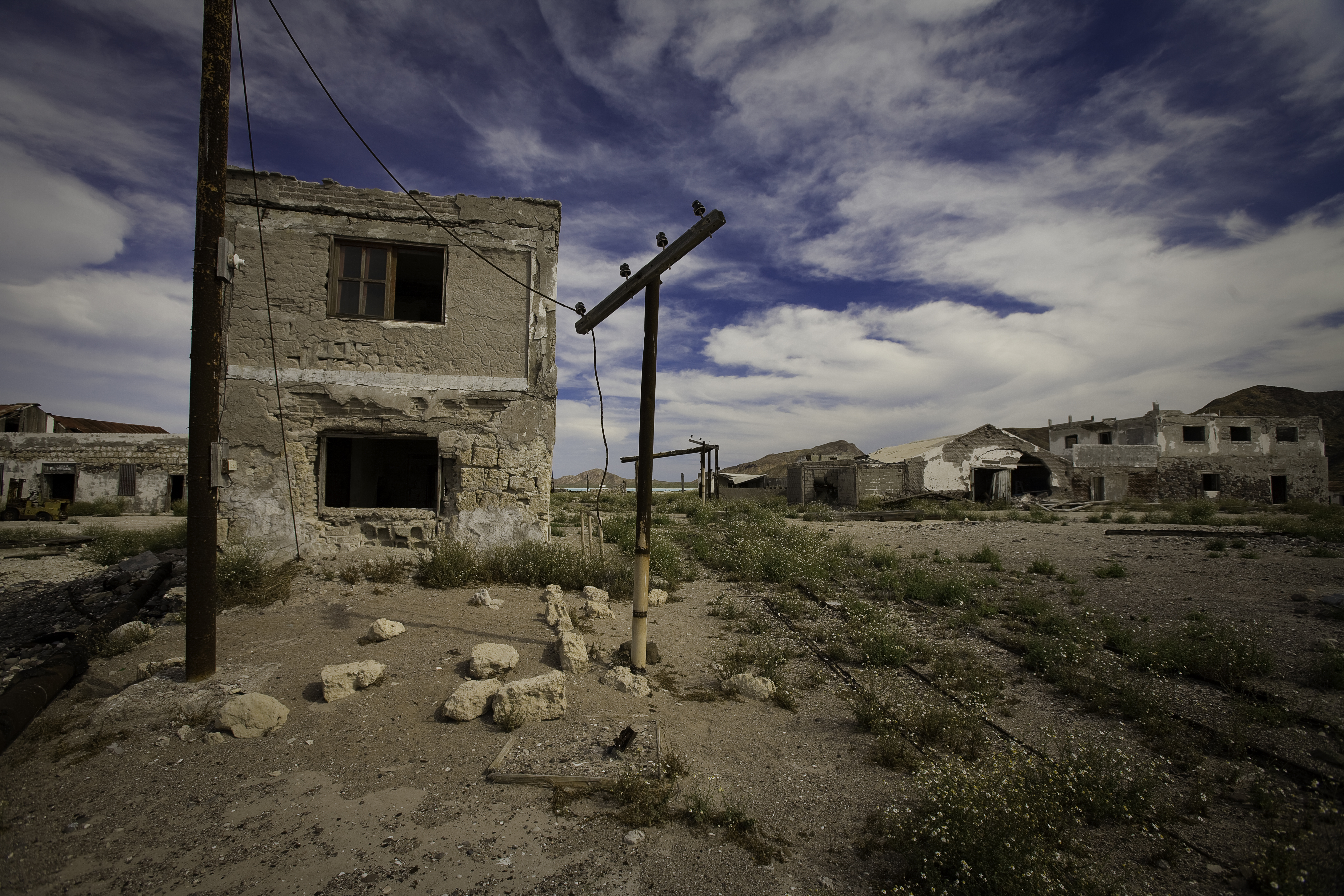
Ruiner på Isla Carmen